# Champrond
Champrond település Franciaországban, Sarthe megyében. Lakosainak száma 68 fő (2022. január 1.). Champrond Montmirail, Melleray, Vibraye és Lamnay községekkel határos.

## Népesség
A település népességének változása:
| Lakosok száma | 74   | 69   | 70   | 70   | 71   | 72   | 70   | 68   | 68   |
|               | 2013 | 2015 | 2016 | 2017 | 2018 | 2019 | 2020 | 2021 | 2022 |